# 日産・トレイルランナー
日産・トレイルランナー（Nissan Trail Runner）は、日産自動車が発表したコンセプトカーである。後にクロスオーバーSUVと呼ばれるようなジャンルの先駆的な存在でもある。

## 概要
1997年の東京モーターショーとフランクフルトモーターショーで公開された。当時の日産によると「次世代の若者が求めるクルマとして日産が提案するコンセプトカー」と説明されている。
一見すると、巨大なリアウィングとルーフスポイラー、2枚のサイドドア、バケットシートが目につくためにスポーツカーのようにも見えるが、高めの最低地上高や幅の広さを表すオーバーフェンダー、大径ホイールなどの特徴からオフロードカーとしての要素も備わっている。このようなスポーツカーとオフロードカーという、追求する走行性能が相反するものを合体させたかのようなデザインは、当時としては非常に前衛的かつ斬新なものであった。そのため後年になって、SUVのような車体に他のジャンルのクルマの要素を盛り付ける、クロスオーバーSUVの先駆けだったと評価されることもある。
後述する内容にも関わるが、デザインが市販車のように具体的で多機能、さらに諸元の多くが明らかで技術も現実的なのにも関わらず、実際に市販化されることはなかった。これについては、本来であれば市販化する予定だったが、この時期の日産は経営難に陥っていたため、販売戦略上市販化できなかったという説がある。しかしその後、"若者向けのSUV"のコンセプトは純粋なSUVとして洗練され、「日産・エクストレイル」として登場することになった。また、クーペ×SUVの意匠は2010年に「日産・ジューク」にて実現することになる。

## 性能
トレイルランナーはプリメーラやウイングロード、ブルーバードと同じSR20VEエンジンを搭載していて、パワフルでダイナミックながら、環境に優しい走りを実現している。そして日産独自の四輪駆動システム「ATTESA」の恩恵により、オンロードでのスポーツドライビング、オフロードでの快適な走破性を兼ね備えており、200 km/h以上で砂漠を走れるオフロード性能を誇る。
安全面では、当時の日産における新しい安全思想「トリプルセーフティ」に基づいた安全装備を揃えた。トリプルセーフティとは、危険を予知するための「インフォメーションセーフティ」、危険を回避するための「コントロールセーフティ」、被害を最小化するための「インパクトセーフティ」より構成される。トレイルランナーにはこれらそれぞれに対応した装備として、ABS+ブレーキアシストや、ロードリミッター付プリテンショナーシートベルトなどの安全技術を採用した。また、立体バードビューナビゲーションやVICS、情報提供サービスなど、地球環境に優しい新しいクルマ社会の創造、安全で明るく楽しいカーライフの実現を目指した、ITS技術も搭載している。

## エクステリア
日産によると、「伸びやかな直線で表現されたウェッジラインと、ルーフキャリアも兼ねる個性的な多機能大型リヤスポイラーなどによる、ダイナミックで引き締まったハイリフトクーペスタイル」と説明されている。
個性的な大型リアウィングとルーフスポイラーはルーフと水平に揃っていて、ルーフキャリアも兼ねる多機能なものである。ルーフスポイラーの溝に引っかけて、ヒンジで固定されたリアウィングのパネルで挟み込めば、スノーボードなどを固定できる。
リア側に注目すると、マフラーはバンパー内蔵となっている。また、本来ならばディフューザーとして機能しているような場所に、引き出しを設けてスペアタイヤを格納している。
ホイールは18インチサイズの3本スポークホイールを標準装備。スペアタイヤも同様であるが、格納する下部スペースのクリアランスにほとんど余裕がないため、これ以上に大きいタイヤは格納できない。

## インテリア
デザインとしては運転席、助手席それぞれを囲む「M」字型のラインが特徴的で、近未来的機能美を表現したインストルメントパネルなどで、若々しさ、スポーティさを重視した表現になっている。インストルメントパネルや各種スイッチについては、ヒューマンマシンインターフェースに基づき操作性、視認性に優れた設計とした。
その中で特徴的なものは、「マルチコントロールグリップ」と名付けられた、エアコン吹き出し口からシフトの右側に渡ってかかる太いパイプである。これは、悪路を走行している際に、グリップを握りながら操作できるように工夫されており、走行モードやエアコンなどの操作が可能である。
メーターはデジタルパネルのため平坦になっており、日産はこれを「レトロフューチャー」と表現している。インストルメントパネルの中央部にあるディスプレイはポップアップ式を採用。エンジンを始動すればモニターが起き上がってくるシステムで、モニターにはナビゲーションシステムの情報を表示。
また、SUVらしく大容量のトランクルームを備えている。

## 関連記事
- 日産自動車の車種一覧#コンセプトカー